# Vesthimmerlands Kommune
Vesthimmerlands Kommune er en kommune i Region Nordjylland efter Kommunalreformen i 2007, og omfatter byerne Aars, Løgstør, Farsø og Aalestrup.
Vesthimmerlands Kommune opstod ved sammenlægning af:
- Aalestrup Kommune (undtagen Hvilsom og Hvam Skoledistrikter)
- Farsø Kommune
- Løgstør Kommune
- Aars Kommune

Forligspartierne havde krævet folkeafstemning i Hvilsom Skoledistrikt og Gedsted Skoledistrikt (begge Aalestrup Kommune); førstnævnte afstemning faldt ud til fordel for Mariagerfjord Kommune med et flertal på 60%, hvorimod sidstnævnte med et lille flertal pegede på Vesthimmerlands Kommune.
Kommunen grænser op med Jammerbugt Kommune til nord, Aalborg og Rebild Kommune mod øst, Viborg og Mariagerfjord Kommune mod syd.

## Byer
| Kommunens største byer |               |                   |
| Nr                     | By            | Indbyggere (2025) |
| 1                      | Aars          | 8.708             |
| 2                      | Løgstør       | 3.969             |
| 3                      | Farsø         | 3.352             |
| 4                      | Aalestrup     | 2.763             |
| 5                      | Ranum         | 950               |
| 6                      | Hornum        | 926               |
| 7                      | Gedsted       | 874               |
| 8                      | Hvalpsund     | 621               |
| 9                      | Vester Hornum | 480               |
| 10                     | Overlade      | 396               |
| 11                     | Havbro        | 377               |
| 12                     | Vegger        | 305               |
| 13                     | Ullits        | 263               |
| 14                     | Østrup        | 261               |
| 15                     | Aggersund     | 247               |
| 16                     | Strandby      | 242               |
| 17                     | Simested      | 231               |
| 18                     | Vognsild      | 228               |

## Politik

### Mandatfordeling
| 6 |  | 7 |  |  | 10 |  |

| 22 | 5 |

| 6 | 3 | 9 | 2 |  | 6 |

| 17 | 10 |

| 4 |  | 10 | 4 | 2 | 6 |

| 15 | 12 |

| 7 | 7 | 2 | 2 | 8 |  |

| 21 | 6 |

| 5 | 7 |  | 3 |  | 9 |  |

| 19 | 8 |

| 4 | 7 | 4 |  | 9 |  |  |

| 21 | 6 |

### Nuværende byråd
| Navn                          | Parti                                    |
| ----------------------------- | ---------------------------------------- |
| Per Bach Laursen (Borgmester) | Venstre - 9 mandater                     |
| Per Bisgaard                  | Venstre - 9 mandater                     |
| Inger Nielsen                 | Venstre - 9 mandater                     |
| Lars Andresen                 | Venstre - 9 mandater                     |
| Jimmy Støttrup Jensen         | Venstre - 9 mandater                     |
| Kurt Friis                    | Venstre - 9 mandater                     |
| Jakob Vium Dyrman             | Venstre - 9 mandater                     |
| Benny Hansen                  | Venstre - 9 mandater                     |
| Morten Mejdahl                | Venstre - 9 mandater                     |
| Signe Nøhr                    | Det Konservative Folkeparti - 7 mandater |
| Per Nyborg                    | Det Konservative Folkeparti - 7 mandater |
| Jeppe Korreborg               | Det Konservative Folkeparti - 7 mandater |
| Svend Jørgensen               | Det Konservative Folkeparti - 7 mandater |
| Allan Ritter                  | Det Konservative Folkeparti - 7 mandater |
| Niels Krebs                   | Det Konservative Folkeparti - 7 mandater |
| Henrik Dalgaard               | Det Konservative Folkeparti - 7 mandater |
| Asger Andersen                | Socialdemokratiet - 5 mandater           |
| Doris Lauritzen               | Socialdemokratiet - 5 mandater           |
| Anders Kjær Kristensen        | Socialdemokratiet - 5 mandater           |
| Rasmus Vetter                 | Socialdemokratiet - 5 mandater           |
| Erik Stagsted                 | Socialdemokratiet - 5 mandater           |
| Theresa Berg Andersen         | Socialistisk Folkeparti - 3 mandater     |
| Karen Clausager               | Socialistisk Folkeparti - 3 mandater     |
| Jane Bonnerup                 | Socialistisk Folkeparti - 3 mandater     |
| Liselotte Lynge Jensen        | Dansk Folkeparti - 1 mandat              |
| Kirsten Moesgaard             | VesthimmerlandsListen - 1 mandat         |
| Lars Rem                      | Nye Borgerlige - 1 mandat                |

| Navn                   | Skiftet fra       | Skiftet til             | Dato             |
| ---------------------- | ----------------- | ----------------------- | ---------------- |
| Rasmus Vetter          | Socialdemokratiet | Socialistisk Folkeparti | 10. februar 2022 |
| Liselotte Lynge Jensen | Dansk Folkeparti  | Løsgænger               | 14. juni 2022    |
| Liselotte Lynge Jensen | Løsgænger         | Danmarksdemokraterne    | 1. marts 2023    |
| Lars Rem               | Nye Borgerlige    | Løsgænger               | 5. februar 2024  |
| Lars Rem               | Løsgænger         | Liberal Alliance        | 12. juli 2024    |

| Udtrådt               | Indtrådt             | Parti                   | Dato              |
| --------------------- | -------------------- | ----------------------- | ----------------- |
| Karen Clausager       | David Rathkjen       | Socialistisk Folkeparti | 21. januar 2022   |
| Theresa Berg Andersen | Anna-Grethe Sperling | Socialistisk Folkeparti | 24. november 2022 |
| Doris Lauritzen †     | Jens Chr. Pedersen   | Socialdemokratiet       | 27. juni 2023     |

### Byråd 2018-2022
| Navn                          | Parti                            |
| ----------------------------- | -------------------------------- |
| Per Bach Laursen (Borgmester) | Venstre - 8 mandater             |
| Per Deichmann Bisgaard        | Venstre - 8 mandater             |
| Inger-Margrethe Nielsen       | Venstre - 8 mandater             |
| Jens Styrbæk Lauritzen        | Venstre - 8 mandater             |
| Morten Mejdahl                | Venstre - 8 mandater             |
| Kurt Friis Jørgensen          | Venstre - 8 mandater             |
| Lars Andresen                 | Venstre - 8 mandater             |
| Peter Buchreitz Harbo         | Venstre - 8 mandater             |
| Palle Jensen                  | Socialdemokratiet - 7 mandater   |
| Doris Lauritzen               | Socialdemokratiet - 7 mandater   |
| Per Jensen                    | Socialdemokratiet - 7 mandater   |
| Rasmus Sven Vetter            | Socialdemokratiet - 7 mandater   |
| Uffe Bro                      | Socialdemokratiet - 7 mandater   |
| Asger Andersen                | Socialdemokratiet - 7 mandater   |
| Anders Kjær Kristensen        | Socialdemokratiet - 7 mandater   |
| Knud Vældgaard Kristensen     | Konservative - 7 mandater        |
| Svend Jørgensen               | Konservative - 7 mandater        |
| Per Nyborg                    | Konservative - 7 mandater        |
| Allan Ritter Andersen         | Konservative - 7 mandater        |
| Signe Laura Nøhr Nielsen      | Konservative - 7 mandater        |
| Henrik Dalgaard Christensen   | Konservative - 7 mandater        |
| Niels Krebs Hansen            | Konservative - 7 mandater        |
| Theresa Berg Andersen         | SF - 2 mandater                  |
| Niels Heebøll                 | SF - 2 mandater                  |
| Brian Christensen             | Dansk Folkeparti - 2 mandater    |
| Liselotte Lynge Jensen        | Dansk Folkeparti - 2 mandater    |
| Kirsten Moesgaard Sørensen    | VestHimmerlandsListen - 1 mandat |

| Dato            | Udtrådt         | Indtrådt          | Parti        |
| --------------- | --------------- | ----------------- | ------------ |
| 29. januar 2018 | Knud Kristensen | Pia Buus Pinstrup | Konservative |
| 29. juli 2019   | Peter Harbo     | Jakob Dyrman      | Venstre      |

### Borgmestre
Den 15. november 2005 blev kommunalbestyrelsen valgt med Venstremanden Jens Lauritzen som formand for sammenlægningsudvalget/kommende borgmester.
| Navn             | Parti        | Periode                            |
| ---------------- | ------------ | ---------------------------------- |
| Jens Lauritzen   | Venstre      | 1. januar 2007 - 31. december 2009 |
| Knud Kristensen  | Konservative | 1. januar 2010 - 31. december 2017 |
| Per Bach Laursen | Venstre      | 1. januar 2018 -                   |

## Tidligere amtskommunale institutioner
Ved kommunens oprettelse 1. januar 2007, overtog den ansvaret for driften af nogle institutioner, der hidtil var blevet drevet af Nordjyllands Amt: Specialskolen for Voksne (Himmerlandsskolen), Vestermarkskolen og Limfjordsskolen. Amtets specialcenter i Ranum overgik derimod som andre institutioner for autister til Aalborg Kommune.

## Kaare Maul-sagen
Claus Haagen Jensen, professor emeritus i retsvidenskab på Aalborg Universitet, blev i januar 2008 af kommunalbestyrelsen bedt om at undersøge sagsbehandlingen, der i efteråret 2007 førte til, at skoleinspektøren på Strandby Skole, Kaare Maul, blev afskediget. Borgergrupper havde indsamlet underskrifter til støtte for Mauls genansættelse. Byrådet afskedigede Maul efter indstilling fra skoleforvaltningen, der ikke havde tillid til skoleinspektørens embedsførelse. Baggrunden var bl.a. anklager om sexchikane, anklager der hang sammen med, at Maul havde haft et forhold til en af skolens lærere, som var gift med et medlem af kommunalbestyrelsen.
Haagen Jensens rapport blev forelagt byrådet 10. september og offentliggjort samme dag. Haagen Jensen mener, at kommunen ikke har været berettiget til at afskedige Maul.

## Selvkørende biler
I samarbejde med Fonden Autonomous vil Vesthimmerlands Kommune have selvkørende biler på vejene. I første omgang skal kommunalt ansatte køre med bus der er selvkørende.

## Billeder
- Aggersborg - set fra luften
- Aggersborg - på nært hold
- Museet på gården Hessel

## Eksterne referencer
1. ↑  "BY1: Folketal 1. januar efter byområde, alder og køn". Danmarks Statistikbank. Danmarks Statistik.
2. ↑  Lokalpolitiker forlader S | TV2 Nord
3. ↑  DF mister sit eneste byrådsmedlem i nordjysk kommune | TV2 Nord
4. ↑  Liselotte Lynge Jensen slutter sig til Danmarksdemokraterne
5. ↑  Nye Borgerliges kommunalpolitiker i Vesthimmerland har meldt sig ud
6. ↑  https://www.lokaltindblik.dk/lars-rem-slutter-sig-til-liberal-alliance-i-vesthimmerland-29922?news_id=29922
7. ↑  Byrådet 2022 - 2025
8. ↑  Anna-Grethe Sperling træder ind for Theresa Berg Andersen – Farsø Avis
9. ↑  Vi flager på halv til minde om byrådsmedlem Doris Lauritzen
10. ↑  Knud Kristensen færdig med politik | TV2 Nord
11. ↑  Venstres Peter Harbo udtræder af Byrådet – Farsø Avis
12. ↑  Sagen om Kaare Maul fortsætter – VBN (Webside ikke længere tilgængelig)
13. ↑  Claus Haagen Jensen (Webside ikke længere tilgængelig)
14. ↑  "Vesthimmerlands Kommune: Vi har selvkørende biler på vejene i 2016 | TV2 Nord". Arkiveret fra originalen 19. august 2016. Hentet 27. juli 2016.
15. ↑  Førerløse busser skal spare tid i Vesthimmerland
16. ↑  Førerløse busser skal spare tid og penge | Information